# 승차 공유 개인 정보
다른 많은 온라인 플랫폼과 마찬가지로 차량 공유 네트워크는 사용자 개인 정보 문제에 직면한다. 앱을 둘러싼 우려 사항에는 금융 정보의 보안 (종종 서비스 비용을 지불해야 함), 개인 정보 및 위치의 프라이버시가 포함된다. 일부 운전자가 자신의 보안을 위해 조수석 카메라를 사용하기로 선택함에 따라 라이딩 중에 개인 정보 보호 문제가 발생할 수도 있다. 라이드 셰어 링 서비스의 사용이 더욱 광범위 해짐에 따라 이와 관련된 개인 정보 보호 문제도 확산되고 있다.

## 역사
라이드 셰어링은 제 2차 세계 대전 이후로 존재해 왔다. 프로그램이 디지털화되기 시작한 것은 1990년대 전후였다. 최초의 전화 기반 승차 매칭 프로그램 중 일부는 워싱턴 대학의 Bellevue Smart Traveler, 로스 앤젤레스 통근 교통 서비스의 Los Angeles Smart Traveler, Sacramento Rideshare의 Rideshare Express였다. 그러나 이러한 전화 기반 프로그램에서 운영 비용이 수익을 초과하기 시작했고 대안인 인터넷 및 이메일 기반 승차 경기가 제한되었다. 이 프로그램은 폐쇄된 캠퍼스에서 테스트되었으며 워싱턴 대학 관련 사람들에게만 제공되어 매우 성공적이었다. 다른 두 프로그램인 ATHENA와 MINERVA는 모두 컴퓨터화되었지만 실패한 결말에 직면했다. 1990년대에 인터넷이 만들어졌을 때 온라인 라이드 매칭이 만들어졌다. 웹 사이트에는 원래 사람들이 카풀링 옵션에 대한 정보를 얻을 수 있는 목록이나 포럼이 있었지만 인터넷은 보다 동적이고 상호 작용적인 플랫폼을 개발할 수 있는 기능을 제공했다. 이 개념은 메커니즘이 전통적인 카풀링과 다르지 않았기 때문에 시작되지 않았고, 그것들을 찾는 능력만이 더 쉬워졌다. 카풀과 라이드 셰어 링은 그다지 인기있는 옵션이 아니었기 때문에 참여한 소규모 인구는 이미 일정을 정해 놓았기 때문에 정기 출퇴근 시간 외에 교통편이 필요한 사람들에게는 도움이 되지 않았다. 모바일 기술의 가용성과 고정된 지점이 아닌 접근성이 더욱 두드러지면서 더 많은 견인력을 얻고있는 승차 공유 플랫폼을 확산하기 위해 대기업은 승차 매칭 회사와의 제휴에 관심을 갖기 시작했다.

## 소프트웨어 데이터에 대한 사용자 입력 / 개인 정보 보호

### 소프트웨어

#### 사용자 입력 기능
차량 공유 응용 프로그램에는 몇 가지 일반적인 사용자 입력 기능이 있다:
- 사용자는 픽업 장소를 입력 할 수 있다.
- 사용자는 하차 목적지를 입력 할 수 있다.
- 사용자는 집 또는 직장 주소를 저장할 수 있다.
- 사용자는 자주 방문하는 경우 고유 한 장소를 저장할 수 있다.
- 사용자는지도에서 정확한 위치를 정확히 찾을 수도 있다.
- 사용자는 쉽게 액세스 할 수 있도록 신용 카드 정보를 저장할 수 있다.
- 사용자는 앱이 휴대폰 연락처 정보에서 가져온 친구를 초대 할 수 있다.
- 사용자는 자신의 프로필을 만들 수 있다.
- 사용자는 잠재적 인 드라이버의 프로필과 함께 제공되는 모든 리뷰를 볼 수 있다.

차량 공유 회사에는 수집되는 사용자 정보가 명확하지 않은 몇 가지 추적 기능도 있다:
- 애플리케이션은 사용자의 현재 위치와 주변 지역을 자동으로 연결하여 추적하므로 앱이 열리면 홈페이지와 사용자의 위치를 즉시 추적하여 정확한지도가 즉시 열린다.
- 픽업 또는 하차 위치로 설정된 최근 주소는 검색 기록에 보관된다.
- 앱이 연락처에 대한 액세스와 같이 휴대폰에 저장된 개인 데이터에 연결하도록 허용하면 앱이 휴대폰의 연락처 아래에 저장된 전화 번호 (주소, 개인 정보) 이외에도 액세스 할 수 있다.

#### Uber 개인 정보 보호
Uber에는 사용자의 개인 정보가 잠재적으로 잊혀질 수 있는 옵션이 있으며 사용자로부터 수집하는 데이터가 무엇인지 알고 있으며 투명한다.
- 실시간 위치를 공유하거나 공유 해제할 수 있을뿐만 아니라 위치 설정이 항상 켜져 있다.
- 계정 및 여행에 대한 알림을 받는 기능.
- 누군가가 누군가의 정보를 추적하는 경우 두 사람을 함께 연결할 수 있는 다른 방법을 추가하고 저장된 연락처를 제거하는 기능.
- 비상시 911과 여행 세부 정보를 공유할 수 있다.
- 개인 캘린더를 앱과 동기화하는 기능.

#### Lyft 개인 정보 보호
Lyft의 개인 정보 보호 정책에 따르면  수집하는 정보에는 다음이 포함된다.
- 제공받은 등록 정보 (이름, 이메일, 전화 번호)
- 등록에 소셜 미디어 계정을 사용하는 경우 해당 프로필의 정보 (이름, 성별, 프로필 사진, 친구)가 사용된다.
- 사용자가 프로필에 입력하기로 선택한 모든 정보
- 탑승자에게 요금을 청구하기위한 결제 정보 (신용 카드 정보는 저장되지 않음)
- 지원 팀과의 모든 상호 작용
- I운전 신청시 제공된 정보 (생일, 주소, 사회 보장, 면허 정보 등)
- 운전자에게 지불하기위한 지불 정보
- 저장된 위치를 포함한 위치 정보
- 앱이 사용중인 기기에 대한 정보
- 사용 데이터
- 라이더와 운전자 간의 통화 및 문자
- 피드백
- 연락처 (사용자가 허용하는 경우)
- 쿠키

### 하드웨어

#### 차내 카메라
최근에는 승차 공유 차량에 물리적 카메라가 구현되었다. 그 전에는 카메라가 자동차와 관련된 유일한 시간은 교통 카메라와 경찰차였다. 그러나 단순히 도로를 감시하고 차 밖에서 일어나는 일을 추적하는 것이 아닌 연속 녹화 카메라의 양이 증가하고 있다. 운전자와 라이더 간의 상호 작용을 기록하기 위해 자동차 내부에 카메라를 구현하는 것은 새로운 것이다. 그러나 사람들은이 녹음이 여행 기간 동안 계속되고 녹음에 구두로 동의하지 않기 때문에 개인 정보에 대해 우려하고 있다. 그러나 그들은 사람의 차에 있는 것에 동의하므로 운전자의 규칙을 준수해야한다. 오디오 녹음에 대한 연방 규정이 있으며, 연방법은 "한 당사자 동의"만 요구한다.

#### 녹음에 관한 정부 정책
1968년의 옴니버스 범죄 통제 및 안전 거리 법에 따르면, 함께 제공되는 "일자 동의"규칙에 대한 설명을 포함하여 음성 대화 녹음에 관한 정책이 있다. 음성 대화의 경우 참여하지 않은 대화를 녹음하는 것은 위법이다. 단, 상대방의 동의를 받거나 허락하지 않고 본인이 대화에 참여한 경우 녹음이 가능하다. 녹화가 진행되고 있음을 알 수 있다.

## 우려

### 위치 추적의 잠재적 남용
라이더의 위치를 아는 애플리케이션이 데이터를 사용할 수 있는 여러 영역이 있다. 여행 데이터가 수집되기 때문에 라이드 셰어 링 회사가 기업과 파트너십을 맺으면 파트너는 데이터를 사용하여 미래 위치를 예측하고 개인의 관심사와 시장을 정확하게 파악할 수 있다. 기업은 사용자가 가장 자주 방문하는 매장 유형과 브랜드에 대한 정보를 수집하고 추적 가능한 온라인 프로필을 구축 할 수 있다. 이는 개인의 관심사를 타겟팅하고 온라인 상호 작용을 변경하여 사용자가 방문한 위치에 맞는 광고를 표시하기 시작할 수 있는 광고 회사와도 관련이있을 수 있다.
나쁜 의미가 발생할 수 있는 경우가 있다. 사용자가 정치적 관점과 관련된 일에 참여하는 경우 회사는 나중에 정보를 저장하기 위해이를 저장할 수 있으며 전문적인 환경에서 회사와 접촉 할 경우 잠재적으로 사용자에 대해 사용할 수 있다. 이것은 의약, 종교 또는 법적 제휴에도 적용될 수 있으며, 사용자의 위치와 방문한 장소는 외부 관점에서 볼 때 정당화 될 수 없다.
사용자가 만든 온라인 프로필과 더 관련하여, 사람이 차량 공유 서비스에만 의존하여 돌아 다니는 경우 사용자가 집에서 얼마나 멀리 떨어져 있었는지, 집에서 얼마나 멀리 떨어져 있는지 추적 할 수 있다. 이것은 사람들이 집에없는 이상적인 시간을 알기 때문에 사용자를 스토킹하거나 도둑질 할 수 있는 기회가된다. * 인용 * 사용자가 상호 작용하는 지역의 인구 통계를 기반으로 더 넓은 규모로 살펴보면 특정 지역 내 동일한 매장을 자주 방문하면 예상 수입과 같은 정보를 가정 할 수 있다. *소환*
사용자는 쉽게 액세스 할 수 있도록 집 또는 직장 주소를 저장할 수 있다. 대부분의 경우 사용자는 실제 주소를 입력하지만 경우에 따라 데이터가 유출 될 경우 안전을 위해 몇 거리 떨어진 곳에 주소를 입력하는 것으로 알려져 있다. 그러나 이것은 매우 기본적인 편향 수준이지만 집 주소를 몇 거리 떨어진 곳에두면 여전히 사용자가있는 일반적인 위치를 알 수 있다.

### 위치 인식 애플리케이션
개인은 자신의 위치 정보가 저장되는 방법, 내용,시기, 위치 및 다른 사람이 액세스 할 수 있는 정도에 대해 우려한다. 차량 공유 응용 프로그램뿐만 아니라 일종의 공유 기능이있는 응용 프로그램과 관련하여 위치를 인식하는 여러 유형의 응용 프로그램이 있다. 위치 기반 검색 (LBS)은 사용자의 추적이 추적을 위해 사용자의 현재 위치 주변의 항목 및 건물을 반환 할 때 발생한다. 위치를 결정하기 위해 주변 건물의 방향으로지도가 그려진다.  지리적 위치 서비스는 사용자가 환경 발자국을 추적하도록한다. 사용자 위치의 추정치이다. 모바일 센싱은 수집 할 수 있는 센서와 정보를 가지고있는 사용자의 물리적 장치를 정확히 찾아내는 과정이다. 위치 공유는 사용자가 실시간으로 있고 위치가 지속적으로 업데이트되고 추적되는 자발적인 상태이다.

### 사용자 정보 활용
애플리케이션과 사용자가 차량 공유 서비스에 액세스하는 방법을 자세히 살펴보면 사용자가 앱에 데이터를 입력하면 웹에서 영원히 액세스 할 수 있다. 정보를 삭제하거나 계정을 삭제하더라도 정보는 온라인 플랫폼에서 생성되어 사용자의 동의 여부와 관계없이 현재 존재한다. 이러한 응용 프로그램은 전화 번호, 이메일 및 프로필 사진과 같은 사용자 정보를 요청한다. 모든 기능은 사용자의 신원을 추적하는 데 사용할 수 있다. 이 정보가 애플리케이션의 데이터베이스에 있으면 애플리케이션은 물론 앱의 모든 파트너가 간접적으로 액세스 할 수 있다.
대부분의 앱은 사용자가 라이딩에 연결되기 전에 결제가 완료되고 결제가 완료된다. 사용자는 결제 정보를 반복적으로 입력하는 대신 쉽게 액세스 할 수 있도록 신용 카드 정보를 저장할 수 있다. 모든 거래 전에 암호 또는 터치 ID와 같은 추가 보안 수준이 있지만 이것이 앱에서이 정보의 안전을 보장하지는 않는다. 현재 거래가 사용자의 동의하에 이루어졌음을 확인한다.

### 역 이미지 검색
사용자는 응용 프로그램에 프로필 사진을 입력 할 수 있다. 그렇게하는 것은 운전자가 의도 한 라이더를 찾는 데 도움이되는 것이다. 그러나 라이더의 이미지가 저장되어 웹에 업로드되면 개인 계정에 연결할 수 있기 때문에 문제가 발생할 수 있다. 예를 들어 Facebook의 얼굴 인식 고급 알고리즘을 사용하면 외부 사진에서 사람들의 신원을 쉽게 식별 할 수 있다.

## 솔루션

### 소음 분포
연구자들은 데이터 프라이버시와 사용자 익명 성을 모두 지원하는 시스템 인 이러한 문제에 대한 솔루션을 소개하는 결론을 내렸다.  솔루션은 사용자의 특정 위치가 오프셋되도록 노이즈 분포를 생성하는 프로그램이다. 기본적으로 일부 암호화를 통해 사용자의 위치를 입력하고 시스템 만 읽는 방법을 알고있는 위치를보고하므로 실제 위치를 조작하는 것이 아니라 해당 데이터가 시스템에 입력되는 방식이다. 이 솔루션은 이미 Mac OS와 리눅스의 두 가지 주요 운영 체제로 구현되었다. 이 솔루션은 개인 정보가 침해되거나 잠재적으로 데이터가 도난 당할 수 있다는 두려움 때문에 이러한 차량 공유 응용 프로그램을 사용하는 것을 의심하는 사람들에게 도움이되지만,이 소프트웨어는 데이터 보안을 처리하고 사용자를 익명으로 유지할 수 있음을 입증했다. 사용자를 숨기는 또 다른 담요를 만드는 추가 보안 계층과 비슷한다.

#### K- 익명 성
K- 익명 성은 사용자에게 익명의 커버를 제공하는 신뢰할 수 있는 제 3 자 서버 인 익명화 서버 역할을한다. K- 익명 성은 사용자의 실제 위치를 모른 채 위치 망토를 만들어 위치 프라이버시를 보호하는 데 사용된다. 소프트웨어는 실제 사용자와 가까운 사용자 수를 찾으려고한다. 정확한 위치는 문제의 원래 사용자와 다시 연관 될 수없고 근접한 사용자가 식별 할 수 없는 이러한 여러 위치는 원래 사용자를 보호하기 때문이다. 모든 사용자를 구분할 수 있는 방법은 없다.

### 퍼지 추론 시스템
또 다른 해결책은 모바일 지오 서비스와 관련하여 퍼지 간섭 시스템을 시도하고 사용하는 것이다.  이 솔루션은 획득 한 정보를 악용하는 조직이 발생하지 않는 사용자를 식별하기 위해 다른 세부 정보를 사용한다. 현재 위치 기반 서비스는 가장 가까운 종교 기관과 같이 사용자의 신원을 드러 낼 수있는 몇 가지 민감한 정보를 공개 할 수 있으며, 이는 조직이 순전히 상업적 목적으로 활용한다. 이 백서는 우발적 인 침해가 발생할 경우 사용자의 데이터를 보호하는 솔루션 인 익명화를 제안한다. 퍼지 추론 시스템에 대한 설명과 작동 방식에 대한 설명이 있다. * 작동 방식을 설명 *하고, 익명화를 사용한 구체적인 설계가 없기 때문에 이것이 사람들의 정보를 보호하는 효과적인 방법인지 확인하기 위해 택시 기사에게 잠재적 인 암시 방법이 있다. 잘하는 것으로 입증되었다. 위치 시스템이 사용자에 대해 범위를 좁힐 수있는 다양한 수준의 정밀도가 있다. 이러한 시스템은 정량적 데이터를 사용자의 신원과 위치를 가리는 정 성적 데이터로 전환한다. 택시 기사와 함께 시험 구현 한 후 몇 가지 복잡한 문제가 발생했다. 대부분은 인간의 오해였지만 앞으로는이 솔루션에 더 많은 시간을 투자하고 기존 솔루션과 결합하면보다 효과적인 솔루션을 제공 할 수 있다. 자신의 위치가 추적되고 사용자를 추적하는 데 사용되는 것을 두려워하는 사람들에게이 솔루션은 사용자 데이터를 모호하게 만들어 추적중인 경우 완전히 정확하지 않다. 추적 소프트웨어가 퍼지 솔루션을 구현 한 사람들과 얼마나 가까운 지에 대한 실험적 거리를 보여주는 데이터 테이블이 있다. 이 솔루션은 사용자의 프라이버시를 완전히 보호하는 방법에 대한 문제를 완전히 해결하지 못하기 때문에 다른 접근 방식을 취하지 만 솔루션이 시작 단계에 있기 때문에 성숙 할 시간이 충분하지 않았기 때문에 노력하고 있다. 이 솔루션을 시도하고 극복하기 위해 솔루션을 취했지만 위치 추적 소프트웨어가 여전히 비공개가 아니라는 사실을 밝힌다. 더 많은 연구와 리소스를 투입하여 끝낼 수 있기 때문에 개방형 엔딩을 남긴다. 더 잘 개발 될 수 있음) 더 확장되고 더 잘 개발 될 수 있다.

### 위치 변환
제안 된 솔루션 중 하나는 외부 소스가 누군가의 개인 정보를 손에 넣는 것이 얼마나 어려운 지를 추정하는 모델이다. 위치 난독 화, 섭동, 혼란 및 억제, 암호화 기술을 포함하여 데이터를 숨기는 데 도움이되는 몇 가지 메커니즘이 제한되었다.

#### 위치 난독 화
사용자의 위치를 난독 화한다는 것은 사용자의 위치를 흐리게한다는 것을 의미한다. 사용자의 위치 좌표는 여전히 보존되고 있지만 정확도는 저하되고 있다. 그러나 이것은 위치 기반 서비스의 전체 이유를 무시하기 때문에 완전한 솔루션이 될 수 없다. 따라서 응용 프로그램이 난독 화하는 것을 선택하면 보호에 도움이된다.
NRand 알고리즘이라는 프로그램이 있는데, 이는 사용자 위치 데이터에 가해지는 장애물의 양을 결정하는 알고리즘이다. 이 알고리즘에서 발생하는 몇 가지 문제가 있다. 여기에는 얼마나 많은 노이즈를 구현해야하는지, 데이터 변경이 원래 상태에서 인식 할 수 없는 형태로 변경하기에 충분한 지 여부를 결정하는 것 등이 포함된다.

#### 위치 섭동
On a map, a location locks onto something in close proximity but not the exact user location because of added noise. With this added layer, if there is another location in a close enough range, a transition will be added to multiple locations and mask all points of interest.

#### 혼란과 억압
더미 위치가 실제 위치로 설정된다. 이는 사용자의 특정 위치를 정확히 파악하고이를 여러 다른 위치로 변환하면서 실제 위치를 유지함으로써 수행된다. 억제는 이러한 다양한 응용 프로그램의 하위 집합으로, 사용자가 영역에 들어 오면 사용자 정보가 일시적으로 중단되고 사용자의 신원이 손실되어 보호 영역을 벗어나면 새로운 정체성을 가지세요.

#### 암호화 기술
정보가 일종의 암호화 해석기를 통과하고 여러 다른 데이터 포인트로 변환 될 수 있기 때문에 원본 데이터를 추적 할 수 없다.

## 같이 보기
- 카풀
- 폐쇄회로 텔레비전
- 대시캠